# 唐九洲
唐九洲（1998年2月5日—），吉林长春人，中國男歌手，畢業於北京郵電大學工业设计专业。
2018年以预备主持团成员身份参加的芒果TV综艺节目《哥哥别闹啦》出道，之后除了担任主持外，亦参与《密室大逃脱》大神版、《明星大侦探》、《名偵探學院》等綜藝節目。2021年，以壹华娱乐训练生身份参加爱奇艺偶像男团竞演养成类真人秀《青春有你》第三季及其衍生节目。同年(2021)7月25日，成为限定男团IXFORM的成员。

## 早年经历
唐九洲于1998年2月5日出生于吉林长春。学习成绩不俗的他在2013年中考取得585.5分，入读东北师范大学附属中学。2016年他在高考取得647分 （裸分为642分，加上5分加分，总计647分），因为擅长数学而且喜欢绘画，选择入读将数学与艺术结合的北京邮电大学数字媒体与设计艺术学院工业设计专业。在校时他曾担任志愿者协会会长及学校团支部成员，並在大三的時候就修完了全部的學分。

## 演艺经历

### 2018-2020年：出道及参加综艺节目
2018年8月，唐九洲以預備主持團成員身份参加芒果TV綜藝《哥哥别鬧啦》正式出道。同年擔任音乐真人秀节目《京东校园之星天生音雄》的主持人，并以偵探助理的身份参与解谜真人秀《明星大侦探第四季》的錄製。
其后，唐九洲亦以密室测评官的身份參與實景解密体验秀《密室大逃脫》大神版，及以學員的身份参与益智成长真人秀節目《名侦探学院》等綜藝及其衍生節目。除了常驻的综艺节目，唐九洲亦参与了汉字挑战节目《神奇的汉字》，历险闯关真人秀节目《疯狂的麦咭》及文博类系列节目《文物“潮”我看》等综艺的录制。他在节目中展现出颇高的反应能力和智商，表現可圈可點，又因為较擅長於解答關於圖形的問題，因此被称为“图形达人”。
唐九洲的粉丝名称为八宝/bubble，与他的昵称「九宝」对应。2019年8月31日，选定胡萝卜色   为其应援色。

### 2021-22年：参加《青春有你》第三季及后续发展

#### 《青春有你》第三季
2021年2月，唐九洲以乐华娱乐旗下厂牌壹華娛樂訓練生的身份參加愛奇藝偶像男團競演養成類真人秀《青春有你》第三季。由于参加节目时练习时长較短，因此在媒体见面会上曾被媒体记者提出与“偶像门槛”相关的犀利问题。对此，唐九洲表示自己会一直在朝着优质偶像的标准不断迈进，高情商的回答备受好评。
在初次等級評價舞台上，唐九洲和同公司训练生表演UNIQ的《Falling In Love》，被分到N班（新人班），并在第一和第二次顺位发表时均排名第五。在第三次公演（主题考核）时，唐九洲首次挑战RAP位置，唱跳表现大有进步，备受导师称赞，並在第三次顺位发表时排名第四，成功晉身總決賽。惟节目原定于5月8日举行的總決賽因故取消。同日網路流傳九人出道團名單，唐九洲为其中一员，排名第二。
| 得票及排名（粗體為综合助力排名）                                                |                     |             |        |        |            |        |                           |           |                             |                             |                             |
| 曲目                                                                            | 《Falling In Love》 | 《We Rock》 | 期數   | 第二期 | 第四期     | 第六期 | 第十期 （第一次顺位发表） | 第十二期  | 第十六期 （第二次顺位发表） | 第二十期 （第三次顺位发表） | 第二十三期 （最终顺位发表） |
| 等級評定                                                                        | N→N                 | N→N         | 得票數 | 無公布 | 11,930,095 | 無公布 | 11,129,769                | 5,318,850 | 决赛取消 2(↑2)              |                             |                             |
| 等級評定                                                                        | N→N                 | N→N         | 排名   | 3      | 5(↓2)      | 5(→)   | 5(→)                      | 5(→)      | 决赛取消 2(↑2)              | 5(→)                        | 4(↑1)                       |
| *綠色箭頭為等級或排名上升，紅色箭頭為等級或排名下降，藍色箭頭為等級或排名持平。 |                     |             |        |        |            |        |                           |           |                             |                             |                             |

#### 成团出道
2021年7月，唐九洲參與愛奇藝潮流社交遊戲體驗真人秀《奇異劇本鯊》第二本畢業狂想曲的錄製，飾演紀大過，並在當集劇本殺中取得MVP。7月25日，限定男团IXFORM以九人形式在音樂節上亮相及官宣成团，唐九洲成为IXFORM的成員。IXFORM在7月29日正式官宣出道。
同年9月，唐九洲加盟愛奇藝文化綜藝節目《登場了！洛陽》及懸疑劇情推理類真人秀《最後的贏家》，在節目里甚為活躍，表現備受肯定。
11月5日，所屬組合IXFORM發行首張EP《將至》。
成团后唐九洲参与錄製多個綜藝節目，包括愛奇藝兄妹成長觀察真人秀《我的小尾巴第二季》及快手破壁解压脱口秀综艺《超nice大會》等，并在2022年1月回歸参与《名偵探學院》第五季的拍摄。

#### 後續發展
2022年3月31日，唐九洲的首个常驻上星综艺，互動演繹暖情訪談節目《三個少年》在浙江衞視播出。4月20日，作為好問青年參加的中國青年電視公開課節目《開講啦》在中央電視台綜合頻道播出。
8月12日，唐九洲以家務學院學員身份參與的綜藝《做家務的男人》第四季播出。唐九洲亦以飞行嘉宾的身份参与不少上星综艺，包括在由愛奇藝《超有趣滑雪大會》、湖南衞視《你好星期六》、浙江衛視《奔跑吧》第十季等。
2022年11月8日，組合IXFORM解散，唐九洲回歸成為樂華娛樂旗下藝人。11月13日，官宣個人宣傳微博。
12月18日，世遺揭秘互動紀實節目《万里走单骑》第三季播出，唐九洲與周韻、牛駿峰、與飛行嘉賓在單霽翔帶領下組成「萬里少年團」，探索中國的遺產地。

### 2023年：加入超級向上,發行個人首張EP
2023年1月1日，官宣加入愛奇藝旗下經紀公司超級向上。樂華娛樂將與超級向上同步運營唐九洲的演藝活動。
2023年7月21日，發行首張個人EP《JOJO》

## 影視作品

### 綜藝節目
2018年
| 日期               | 播放平臺 | 節目名稱                 | 集数     | 備註           |
| 8月10日－12月7日   | 芒果TV   | 《哥哥別鬧啦》           | 全集     | 新生主持團成员 |
| 10月12日           | 芒果TV   | 《勇敢的世界》           | 第11期   | 百位候选勇士   |
| 11月16日、12月14日 | 芒果TV   | 《明星大偵探》第四季     | 第3、7期 | 偵探助理       |
| 12月1日－12月22日  | 芒果TV   | 《京东校园之星天生音雄》 | 全集     | 主持人         |

2019年
| 日期                   | 播放平臺 | 節目名稱                    | 集数          | 備註             |
| 4月1日－6月24日        | 芒果TV   | 《密室大逃脫 大神版》第一季 | 全集          | 玩家             |
| 7月17日、8月13-15日    | 湖南衛視 | 《神奇的漢字》              | 第23、38-40期 | 選手             |
| 8月18日                | 金鷹卡通 | 《瘋狂的麥咭第六季》        | 第7期         | 嘉賓             |
| 10月17日-11月1日       | 爱奇艺   | 《爆款来了》                | 第1-3期       | 爆款推手         |
| 10月18日－11月22日     | 芒果TV   | 《奇怪的同學》              | 全集          | 尚清北           |
| 11月1日、12月6日       | 芒果TV   | 《明星大偵探》第五季        | 特别篇及第4期 | 唐練習、偵探助理 |
| 11月3日－2020年1月19日 | 芒果TV   | 《名偵探學院》第一季        | 全集          | 學員             |

2020年
| 日期                   | 播放平臺 | 節目名稱                                | 集数             | 備註                    |
| 1月10日、1月17日       | 芒果TV   | 《明星大偵探》第五季                    | 第10-11期        | 偵探助理、甄古董（NPC） |
| 2月17日                | 芒果TV   | 《甜蜜的任務》                          | 第6期            | 嘉賓                    |
| 4月16日                | 芒果TV   | 《溫暖的分貝》                          | 第1期            | 嘉賓                    |
| 6月5日                 | 金鷹卡通 | 《瘋狂的麥咭第七季》                    | 第7期            | 嘉賓                    |
| 4月9日－7月16日        | 芒果TV   | 《名偵探學院》第二季                    | 全集             | 學員                    |
| 6月30日－9月23日       | 芒果TV   | 《密室大逃脫 大神版》第二季             | 全集             | 玩家                    |
| 8月7日                 | 芒果TV   | 《密室大逃脫》X《乘风破浪的姐姐》聯動版 | 第2期            | NPC                     |
| 12月5日                | 愛奇藝   | 《跨次元新星》                          | 第8期            | 嘉賓                    |
| 12月18日               | 芒果TV   | 《明星大偵探》第六季                    | 特别篇           | 唐练习                  |
| 11月5日－2021年2月17日 | 芒果TV   | 《名偵探學院》第三季                    | 全集(缺席第12期) | 學員                    |

2021年
| 日期              | 播放平臺 | 節目名稱             | 集数              | 備註            |
| 2月11日           | 芒果TV   | 《明星大偵探》第六季 | 特别企劃          | 嘉賓            |
| 2月18日－5月1日   | 爱奇艺   | 《青春有你》第三季   | 全集              | 訓練生          |
| 4月16日           | 浙江卫视 | 《王牌对王牌第六季》 | 第12期            | 青春有你3训练生 |
| 7月15日           | 爱奇艺   | 《奇異劇本鯊》       | 第2期             | 紀大過，获得MVP |
| 9月15日－11月17日 | 爱奇艺   | 《登场了！洛阳》     | 全集(缺席第4-5期) | 洛阳探索团成员  |
| 9月24日－11月26日 | 爱奇艺   | 《最後的贏家》       | 全集              | 赢家真相团成员  |
| 12月9、16日       | 爱奇艺   | 《我的小尾巴》第二季 | 第3-4期           | 嘉賓            |

2022年
| 日期                   | 播放平臺                                                | 節目名稱               | 集数               | 備註           |
| 1月2日                 | 快手                                                    | 《超nice大會》         | 第6 期             | 嘉賓           |
| 2月3-4、16-18日        | 芒果TV                                                  | 《名偵探學院》第五季   | 第13-17期          | 嘉賓           |
| 2月25日、3月4日        | 爱奇艺、江蘇衛視                                        | 《超有趣滑雪大會》     | 第7-8期            | 嘉賓           |
| 3月4日                 | 浙江衛視                                                | 《王牌对王牌第七季》   | 第2期              | 嘉賓           |
| 4月16日                | 湖南衛視                                                | 《你好星期六》         | 20220416期         | 嘉賓           |
| 4月20日                | 中央電視台綜合頻道                                      | 《開講啦》             | 20220420期         | 嘉賓           |
| 3月31日－6月2日        | 浙江衛視、爱奇艺、騰訊視頻、 優酷視頻、百视TV、Bilibili | 《三個少年》           | 全集               | 固定嘉宾       |
| 5月20日                | 浙江衛視                                                | 《奔跑吧》第十季       | 第2期              | 嘉賓           |
| 6月9、16日             | 浙江衛視                                                | 《一起露營吧》         | 第7-8期            | 嘉賓           |
| 6月18、25日、7月9日    | 浙江衛視                                                | 《追星星的人》第二季   | 第10-12期          | 嘉賓           |
| 6月24日、7月1日        | 爱奇艺                                                  | 《上班啦！媽媽》第二季 | 第9-10期           | 嘉賓           |
| 8月12日－10月28日      | 爱奇艺、东方卫视                                        | 《做家務的男人》第四季 | 全集               | 家务学院学员   |
| 10月30日-11月20日      | 芒果TV                                                  | 《南波万的聚会》       | 第1、2期，特别加更 | 学长           |
| 12月12日-2023年3月22日 | 芒果TV                                                  | 《名偵探學院》第六季   | 第1-2、9-13期      | 学员           |
| 12月18日-2023年3月7日  | 浙江卫视、腾讯视频                                      | 《万里走单骑》第三季   | 全集               | 万里少年团成员 |

2023年
| 日期                     | 播放平臺 | 節目名稱               | 集数              | 備註       |
| 2月25日                  | 湖南卫视 | 《你好星期六》         | 20230225期        | 嘉賓       |
| 3月25日、4月15日         | 爱奇艺   | 《种地吧》             | 第14、20期        | 嘉賓       |
| 5月12日                  | 爱奇艺   | 《漂亮的战斗》         | 第1期             | 嘉賓       |
| 6月3日-8月5日            | 浙江卫视 | 《“食”万八千里》第二季 | 全集              | “食”万兄弟 |
| 7月14日-9月14日          | 爱奇艺   | 《一起撸串吧》         | 全集              | 撸串家族   |
| 7月27日-8月3日           | Z视介    | 《大学笑友会》         | 第3-4期           | 嘉宾       |
| 10月28日-11月11日        | 芒果TV   | 《南波万的聚会》第二季 | 第3-5期           | 学长       |
| 11月15、21、28日-12月5日 | 腾讯视频 | 《星星伴我心》         | 第24、26、29-32期 | 嘉宾       |
| 11月26日-2024年2月17日   | 芒果TV   | 《名偵探學院》第七季   | 全集              | 學員       |
| 12月9日-12月30日         | 浙江卫视 | 《奔跑吧生态篇》       | 第4-7期           | 嘉宾       |

2024年
| 日期                         | 播放平台         | 节目名称                   | 集数         | 备注             |
| 2月6日-3月1日、15日、4月5日- | 湖南卫视，芒果TV | 《全员加速中》 對戰季      | 第1-3、5、8- | 加速队员（紫队） |
| 3月23日                      | 湖南卫视         | 《你好，星期六》           | 20240323期   | 嘉宾             |
| 8月11日                      | 湖南卫视，芒果TV | 《跳進地理書的旅行》第三季 | 第4-7期      | 嘉宾             |
| 10月11日                     | 湖南卫视，芒果TV | 《時光音樂會》第四季       |              | 時光領隊         |
| 11月30日                     | 湖南卫视，芒果TV | 《我家那小子》好好生活季   |              | 嘉宾             |
| 12月15日                     | 芒果TV           | 《名偵探學院》第八季       |              | 嘉宾             |

## 音樂作品

### 《名侦探学院》时期
| 發表日期      | 曲目                                     | 合作演唱者                                                           | 備註                             |
| 2020年6月     | 《NO.1——南波萬 （页面存档备份，存于） 》 | 蒲熠星、周峻緯、齊思鈞、郭文韜、邵明明、石凱                         | 《名偵探學院》主題曲，参與作詞   |
| 2023年1月18日 | 南波万的聚会                             | 蒲熠星、郭文韜、齊思鈞、何運晨、曹恩齊、唐九洲、石凱                 | 《名偵探學院》第六季主題曲       |
| 2023年12月8日 | 要做就做南波萬                           | 火樹、郭文韜、齊思鈞、蒲熠星、何運晨、曹恩齊、唐九洲、黃子弘凡、石凱 | 《名偵探學院》第七季主題曲       |
| 2023年12月    | 跳進明天的旅程                           | 火樹、郭文韜、齊思鈞、蒲熠星、何運晨、曹恩齊、唐九洲、石凱           | 《跳進地理書的旅行》第二季主題曲 |

### 《青春有你3》時期
| 播出日期 | 環節            | 曲目                | 原唱者            | 合作演出者                                                                             | 備註                           |
| 2月20日  | 初次等級評價    | 《Falling In Love》 | UNIQ              | 張景昀、劉琦                                                                           | 等级 N（新人班）               |
| 2月27日  | 位置測評(Vocal) | 《心引力》          | 王俊凱、蔡依林    | 甜甜動物派對（何德瑞、李添翼、王梓澳、楊陽洋、周峻宇、邱丹楓）                         | 队长，组内得票第二             |
| 3月11日  | 我想舞台考核    | 《無樂不作》        | 范逸臣            | 一月零號社團（羅一舟、馮陳思楠、付雪岩、億軒、邱丹楓、汪佳辰、孔祥池、韓瑞澤、王南鈞） | 20-22歲小組                    |
| 3月18日  | 主题曲考核      | 《We Rock》         | 原創歌曲          | 青春有你3训练生                                                                        | 等级维持不变                   |
| 3月28日  | 小組對決        | 《Stop Sugar》      | Gen Neo（梁根荣） | 跟你姓（B组）（羅一舟、徐新馳、李欽、汪佳辰）                                          | 副主唱，小组获胜，组内得票第三 |
| 4月2日   | 練習室小考      | 《辛德瑞拉》        | CNBLUE            | Sunshine Boys（A組）（劉冠佑、徐子未、橋本裕太、艾克里里）                             | 副主唱，小组获胜               |
| 4月17日  | 主題考核        | 《馴化者》          | 原創歌曲          | 馴龍幼兒園 （羅一舟、劉冠佑、姜京佐、陳譽庚、張思源、陳俊豪）                          | RAP，组内得票第二              |
| 5月1日   | 導師合作舞台    | 《不遺憾》          | 李榮浩            | 沒遗憾（鄧孝慈、徐子未、梁森、鄧澤鳴、陳俊豪）                                         | 原曲为《你的婚礼》电影主题曲   |
| 决赛取消 | 最終舞台        | 《終章（ZIP）》     | 原創歌曲          | 羅一舟、劉冠佑 、鄧孝慈、孫瀅皓、段星星、何德瑞、楊昊銘、杜天宇、常華森                | 副主唱2                        |

## 雜誌拍摄
| 年份 | 发行日期 | 雜誌名稱                   | 備註                       |
| 2020 | 7月24日  | 《YOURS此刻》              | 电子刊封面                 |
| 2020 | 8月8日   | 《STARBOX》                | 电子刊封面                 |
| 2020 | 9月3日   | 《Mdol-Cut》               | 电子刊封面                 |
| 2020 | 9月15日  | 橘子娱乐 《FEATURE》       | 电子刊封面                 |
| 2020 | 10月16日 | 《BIGSHOTSNAP》            | 电子刊封面                 |
| 2020 | 11月11日 | 《EASYMEDIA》              | 电子刊封面                 |
| 2021 | 1月28日  | 《伊周》Magazine           | 实体刊內頁，与刘琦、张景昀 |
| 2021 | 7月29日  | 《风度 Men's Uno Young！》 | 实体刊封面                 |
| 2021 | 9月1日   | 《精品购物指南》           | 实体刊封面                 |
| 2022 | 2月5日   | 《OK!精彩》                | 实体刊封面（生日刊）       |
| 2022 | 11月18日 | 《SENSE》                  | 实体刊封面，與IXFORM       |
| 2022 | 12月22日 | 《Madame Figaro Mode》     | 实体刊封面                 |
| 2023 | 4月29日  | 《WAVES漫潮》              | 实体刊封面                 |

## 其他活动

### 演唱会
| 年份 | 日期    | 主办机构 | 活動名称                 | 备注                                                         |
| 2021 | 7月17日 | 乐华娱乐 | 《乐华12周年家族演唱会》 | 主持人，与张景昀、敖犬、苏勋伦、胡文煊、张镐濂表演《LADIDA》 |

### 音乐节
| 年份 | 日期    | 主办机构 | 活動名称           | 备注                                     |
| 2021 | 7月25日 | 爱奇艺   | 《成都超乐音乐节》 | 与刘冠佑、邓孝慈、孙亦航演唱《同学你好》 |

### 直播
| 年份 | 日期     | 主办机单位   | 活動名称                    | 备注               |
| 2021 | 6月27日  | TT语音       | 《连麦吧！偶像》            | TT语音明星玩伴     |
| 2021 | 9月9日   | 飄柔         | 宝洁官方旗舰店直播          | 商務直播           |
| 2021 | 9月19日  | 悅木之源     | 悦木之源旗舰店直播          | 商務直播           |
| 2021 | 10月19日 | 飄柔         | 宝洁京东自营官方旗舰店直播  | 商務直播           |
| 2021 | 11月3日  | AHAVA        | AHAVA中國官方旗舰店直播     | 商務直播           |
| 2021 | 12月25日 | 華倫天奴美妝 | Valentino美妆官方旗舰店直播 | 商務直播           |
| 2022 | 9月22日  | 胡可直播间   | 胡可超级宠粉节              | 与沙溢、胡可、杨迪 |
| 2022 | 10月31日 | Coach腕表    | Coach腕表直播间             | 商务直播           |
| 2022 | 11月1日  | 海尔卡萨帝   | 天猫卡萨帝官方旗舰店        | 商务直播           |

### 時尚活動
| 年份 | 日期     | 主办机构        | 活動名称                   | 备注     |
| 2021 | 7月16日  | Super ELLE 欣漾 | Super ELLE年轻力颁奖盛典   | 與IXFORM |
| 2021 | 9月23日  | 紀梵希          | 深圳秋冬系列限时店开业活动 | 與連淮偉 |
| 2021 | 12月17日 | Gentle Monster  | 重慶旗舰店开幕活动         | 與孫瀅皓 |

## 公益活动
| 年份 | 日期    | 机构                 | 活動                     | 备注                         |
| 2021 | 5月31日 | 愛佑慈善基金會       | 愛佑新生                 | 与连淮伟探訪北京兒童養護中心 |
| 2021 | 6月2日  | 新浪新闻             | 元气毕业季               | 2021届高考助力官             |
| 2021 | 7月5日  | 中國鄉村之聲         | 我和田園小詩人有個約會   | 你好童年公益大使             |
| 2021 | 9月8日  | 博士伦               | 空瓶隐形计划公益推广     | 001号守护者                  |
| 2021 | 9月17日 | 洛阳文化广电和旅游局 | 洛阳文化旅游推广大使     | 与宋轶、李浩源、罗一舟及刘隽 |
| 2022 | 2月6日  | 新浪新闻             | 关爱儿童公益行动阅见信箱 | 阅见·公益倡导者              |
| 2022 | 4月20日 | 新浪新闻             | 2022好书推荐计划         | 好书推荐官                   |
| 2022 | 9月5日  | 新浪新闻             | 开学成长季               | 开学加油官                   |